# Phaenocarpa lyra
Phaenocarpa lyra är en stekelart som beskrevs av Fischer 1975. Phaenocarpa lyra ingår i släktet Phaenocarpa och familjen bracksteklar. Inga underarter finns listade i Catalogue of Life.